# سداد (اسم)
سداد هو اسم علم مذكر من أصل عربي، ومعناه هو على صيغة المبالغة، من الفعل سد أغلق، وهوالذي يحكم الإغلاق، من يوفي الدين، المحارب في الثغور.

## وصلات خارجية
- موسوعة السلطان قابوس لأسماء العرب نسخة محفوظة 5 أبريل 2019 على موقع واي باك مشين.